# 蘇塞尼鄉 (穆列什縣)

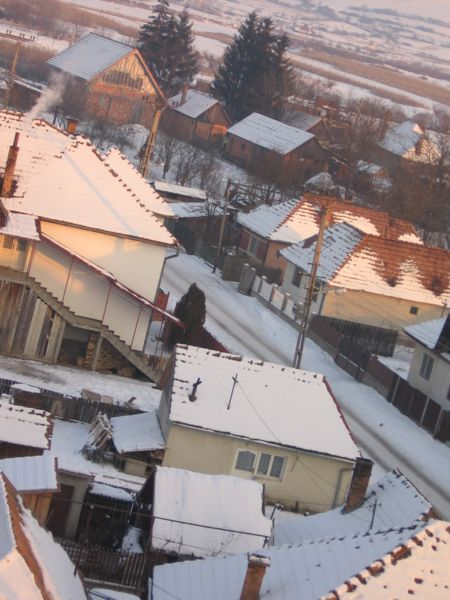

46°49′N 24°45′E / 46.82°N 24.75°E
蘇塞尼鄉（羅馬尼亞語：Comuna Suseni, Mureș），是羅馬尼亞的鄉份，位於該國中部，由穆列什縣負責管轄，面積31平方公里，海拔高度407米，2007年人口2,422，人口密度每平方公里79人。